# Oforia
Oforia (in ebraico אופוריה‎?), pseudonimo di Ofer Dikovsky (in ebraico עופר דיקובסקי‎?; Tel Aviv, 10 dicembre 1971), è un disc jockey del genere psy-trance israeliano.

## Discografia

### Album
- 1998 - Delirious (Dragonfly Records, Nova Tekk Records)
- 1999 - Off the Ground (NMC Records)
- 2001 - Let It Beat (Yoyo Records)
- 2005 - Headed For Infinity
- 2006 - Inner Twist

### EP
- Raw (3D Vision 2000)
- Millions Of Miles Away (Yoyo Records 2001)